# Zoösadisme
Zoösadisme is een begrip uit de psychologie dat verwijst naar het plezier dat een individu krijgt van de wreedheid jegens dieren. 
Het sadistische gedrag kent daarbij een onderliggende seksuele component. De zoösadist wordt seksueel opgewonden door dieren te kwellen. 
Hierin verschilt het met zoöfilie, de erotische aantrekkingskracht van een mens tot een dier.
Neigingen tot opzettelijk kwellen van dieren worden beschouwd als een onderdeel van de Macdonald-driehoek, een set van drie gedragingen die in sommige combinaties worden gezien als een teken van antisociale persoonlijkheidsstoornis en aanleg voor ernstig psychopathisch gedrag.
Een referentie naar de term zoösadisme is terug te vinden in Studies in the Psychology of Sex, Volume III (1924) van Havelock Ellis. Ellis beweert dat het onderwerp zoösadisme wordt behandeld door P. Thomas in Le Sadisme sur les Animaux (1903).